# 김상인
김상인(金相仁, 2002년 9월 22일 ~ )은 대한민국의 바둑 기사이다.

## 약력
광주 출신으로 오빠인 김상천이 바둑에 열중하는 모습에 흥미를 느껴 바둑에 입문했고 10세부터 오빠를 따라 바둑 학원에 다녔다. 서울 양천바둑도장과 한종진 바둑도장에서 바둑을 배웠으며 백홍석과 김세동, 한웅규 사범의 지도를 받았다. 2018년 12월, 제1회 여자연구생입단대회를 통해 입단했다. 2019년 제7기 하찬석국수배 영재바둑대회 본선 24강에 진출했다.  2021년 2단을 거쳐 이듬해 3단으로 승단했다.